# Max Lüscher
Max Luscher (Basilea, 9 settembre 1923 – Lucerna, 2 febbraio 2017) è stato uno psicoterapeuta, sociologo e filosofo svizzero noto per aver inventato il "test del colore di Lüscher", un test psicologico che analizza lo stato d'animo di un soggetto in base alla sua preferenza di colori. Tale test è utilizzato per la selezione del personale nella Marina Americana e nel Ministero dell'Interno Italiano..
Oltre alla ricerca, all'insegnamento e alla pratica della psicoterapia a Basilea, Lüscher ha lavorato per aziende internazionali. Il suo libro The Lüscher Test è stato tradotto in più di 30 lingue.

## Biografia
Max Lüscher nacque a Basilea, in Svizzera, il 9 settembre 1923. Dopo aver conseguito il diploma di maturità, si concentrò sullo studio della psichiatria laureandosi summa cum laude in filosofia, psicologia e filosofia del diritto,  nonostante seguisse, con un permesso del suo professore, lezioni universitarie di psicologia dall'età di sedici anni, data la sua spiccata propensione per la materia, che lo colpì molto, dopo la lettura de L'interpretazione dei Sogni di Sigmund Freud. Lüscher completò la sua tesi su "Il colore come ausilio nella diagnosi psicologica". 
Lavorando come psicoterapeuta, Lüscher creò il suo primo test del colore che fu pubblicato nel 1947. Questo test utilizzava carte colorate per determinare lo stato emotivo del candidato. Dal 1961 al 1965, Lüscher visse a Berlino e continuò la sua carriera come psicoterapeuta. Si recò quindi a Lucerna, dove diresse il suo "Istituto per la psicodiagnostica medica". Lüscher era anche noto per le sue lezioni come ospite e per i seminari di formazione per medici. La "Lüscher Color-Diagnostics" è utilizzata in diverse università in tutto il mondo.
Morì nel febbraio 2017 a Lucerna all'età di 94 anni.

## I colori del test di Lüscher
I colori di prova della diagnosi del colore Lüscher scelti in base al favoritismo. Il candidato sceglie il colore della carta che gli piace di più e poi mette in ordine il resto dal più preferito al meno preferito. I numeri sono stampati sul retro di ogni carta e, dopo che il candidato li ha ordinati, l'esaminatore le gira e fa riferimento a un libro di accompagnamento che contiene tutte le diverse combinazioni di numeri e il loro significato. Lüscher sostenne che la scelta del colore da parte del soggetto mostrava lo stato del suo stato psicosomatico ed emotivo.
Lüscher mise in relazione i suoi quattro colori fondamentali con le seguenti categorie fondamentali:
- Blu: contentezza[7]

Il senso di appartenenza, la connessione interiore e la relazione con il proprio partner.
"Come mi sento nei confronti di una persona che mi è vicina"
- Verde: rispetto di sé[8]

Controllo interiore della forza di volontà e della capacità di godere.
"Come voglio essere"
- Rosso: Fiducia in se stessi[9]

Attività, spinta e reazione alle sfide.
"Come reagisco alle sfide"
- Giallo: Sviluppo[10]

Atteggiamento di anticipazione, atteggiamento verso lo sviluppo futuro e verso nuovi incontri.
"Cosa mi aspetto per il futuro"
Un confronto del 1984 tra il test del colore di Lüscher e il Minnesota Multiphasic Personality Inventory ha trovato poco accordo tra i due test, spingendo gli autori a sollecitare un uso cauto del primo. Il test si colloca comunque in cima a un elenco pubblicato di procedure screditate in psicologia. Manca di validità di costrutto ed è considerato un esempio dell'effetto Barnum, in cui un'apparente analisi della personalità (in realtà consistente in vaghe generalità applicabili alla maggior parte delle persone) è riportata come accurata da soggetti che avevano completato un test della personalità prima di rivedere i loro "risultati". La maggior parte degli studi di convalida non trova il test del colore di Lüscher significativo, ma uno studio di convalida lo ha raccomandato come possibile pre-screening per l'analisi del temperamento di Taylor-Johnson.

## Vita privata
Lüscher è stato sposato con l'artista Ingeborg Lüscher dal 1959 al 1967. La sua seconda moglie fu Ulrike Hennes. 

## Opere
- Max Lüscher: The Lüscher Colour Test, Remarkable Test That Reveals Your Personality Through Color, Pan Books, 1972, ISBN 978-0-330-02809-7
- Max Lüscher: Color - the mother tongue of the unconscious, Capsugel N.V. (1973)
- Max Lüscher: The 4-Color Person, Pocketbooks, Simon Schuster, 1979, ISBN 0-671-83457-6
- Max Lüscher, Colors of Love : Getting in Touch with Your Romantic Self, St. Martin's Press, New York, 1996, ISBN 978-0-312-14295-7
- Max Lüscher: The Luscher Profile, Mindscape (1986), ASIN B000WY2OU8
- Max Lüscher: Personality Signs, Warner Books, 1981, ISBN 978-0-446-81317-4
- Max Lüscher: Der Lüscher-Test. Persönlichkeitsbeurteilung durch Farbwahl, Rowohlt, Reinbek, 1985, ISBN 3-498-03812-5
- Max Lüscher: Das Harmoniegesetz in uns, Ullstein, 2003, ISBN 3-548-36656-2
- Max Lüscher: Der Vier-Farben-Mensch, Ullstein, 2005, ISBN 3-548-36797-6

### In italiano
- Max Lüscher, Il test dei colori, Astrolabio-Ubaldini Editore, Roma 1976 - ISBN 9788834000854
- Max Lüscher, Colore e forma nell'indagine psicologica, Piovan Ed., Abano Terme, 1983.
- Max Lüscher, Tavole d'interpretazione, Piovan Ed. Abano Terme, 1983.
- Max Lüscher, La persona a quattro colori, Astrolabio-Ubaldini Editore, Roma 1993- ISBN 9788834010914
- Max Lüscher, Il Test clinico di Lüscher, Piovan Ed., Abano Terme, 1993.
- Max Lüscher, I colori di Lüscher, Ed. RED, Como, 1993.
- Max Lüscher, Il Test rapido dei colori Lüscher, Ed. RED, Como, 1993.
- Max Lüscher, La legge dell'armonia in noi, Ed. Armando, Roma, 1994.
- Max Lüscher, Non devo però…, Armando Editore, Roma, 1996.
- Max Lüscher, La diagnostica Lüscher. I colori della nostra personalità, Astrolabio-Ubaldini Editore, Roma 1995 - ISBN 9788834011553